# Campionato americano maschile di pallacanestro 2005
Il 12º Campionato Americano Maschile di Pallacanestro FIBA (noto anche come FIBA Americas Championship 2005) si è svolto dal 24 agosto al 4 settembre 2005 a Santo Domingo, nella Repubblica Dominicana.
I Campionati americani maschili di pallacanestro sono una manifestazione biennale tra le squadre nazionali organizzato dalla FIBA Americas.

## Squadre partecipanti
| Gruppo A                                              | Gruppo B                                                       |
| ----------------------------------------------------- | -------------------------------------------------------------- |
| - Brasile - Canada - Panama - Stati Uniti - Venezuela | - Argentina - Rep. Dominicana - Messico - Porto Rico - Uruguay |

## Turno preliminare

### Gruppo A
| Squadra     | Pt | G | V | P | PF  | PS  | Diff |
| ----------- | -- | - | - | - | --- | --- | ---- |
| Brasile     | 7  | 4 | 3 | 1 | 393 | 342 | +51  |
| Venezuela   | 7  | 4 | 3 | 1 | 330 | 342 | -12  |
| Stati Uniti | 6  | 4 | 2 | 2 | 336 | 329 | +7   |
| Panama      | 5  | 4 | 1 | 3 | 298 | 302 | -4   |
| Canada      | 5  | 4 | 1 | 3 | 318 | 360 | -42  |

24 agosto 2005
| Stati Uniti | 94–72  | Panama  |
| Venezuela   | 88–111 | Brasile |

25 agosto 2005
| Brasile | 94–96  | Stati Uniti |
| Canada  | 91–100 | Venezuela   |

26 agosto 2005
| Panama      | 77–83 | Brasile |
| Stati Uniti | 76–92 | Canada  |

27 agosto 2005
| Venezuela | 71–70 | Stati Uniti |
| Panama    | 79–54 | Canada      |

28 agosto 2005
| Brasile | 105–81 | Canada    |
| Panama  | 70–71  | Venezuela |

### Gruppo B
| Squadra         | Pt | G | V | P | PF  | PS  | Diff |
| --------------- | -- | - | - | - | --- | --- | ---- |
| Argentina       | 7  | 4 | 3 | 1 | 348 | 307 | +41  |
| Rep. Dominicana | 7  | 4 | 3 | 1 | 325 | 333 | -8   |
| Porto Rico      | 6  | 4 | 2 | 2 | 354 | 339 | +15  |
| Uruguay         | 5  | 4 | 1 | 3 | 312 | 313 | -1   |
| Messico         | 5  | 4 | 1 | 3 | 324 | 371 | -47  |

24 agosto 2005
| Argentina | 82–96 | Messico         |
| Uruguay   | 69–72 | Rep. Dominicana |

25 agosto 2005
| Messico    | 60–91 | Uruguay   |
| Porto Rico | 79–96 | Argentina |

26 agosto 2005
| Uruguay         | 80–95  | Porto Rico |
| Rep. Dominicana | 104–94 | Messico    |

27 agosto 2005
| Argentina  | 86–72 | Uruguay         |
| Porto Rico | 86–89 | Rep. Dominicana |

28 agosto 2005
| Messico         | 74–94 | Porto Rico |
| Rep. Dominicana | 60–84 | Argentina  |

## Quarti di finale
Le prime quattro classificate dei Gruppi A e B avanzano al gruppo unico da otto squadre dei quarti di finale. Ogni squadra affronterà le quattro squadre provenienti dall'altro gruppo. I risultati della fase a gironi sono mantenuti.
Le prime quattro classificate del gruppo unico accedono alle semifinali.
| Squadra         | Pt | G | V | P | PF  | PS  | Diff |
| --------------- | -- | - | - | - | --- | --- | ---- |
| Argentina       | 14 | 8 | 6 | 1 | 665 | 583 | +82  |
| Brasile         | 12 | 8 | 4 | 3 | 723 | 661 | +62  |
| Stati Uniti     | 12 | 8 | 4 | 3 | 688 | 664 | +24  |
| Venezuela       | 12 | 8 | 4 | 3 | 657 | 603 | +54  |
| Panama          | 12 | 8 | 4 | 3 | 627 | 590 | +37  |
| Rep. Dominicana | 10 | 7 | 3 | 4 | 648 | 675 | -27  |
| Porto Rico      | 10 | 7 | 3 | 4 | 677 | 679 | -2   |
| Uruguay         | 7  | 7 | 0 | 7 | 628 | 672 | -42  |

30 agosto 2005
| Argentina       | 84–89  | Panama      |
| Brasile         | 89–69  | Uruguay     |
| Venezuela       | 82–73  | Porto Rico  |
| Rep. Dominicana | 86–111 | Stati Uniti |

31 agosto 2005
| Uruguay     | 99–101        | Venezuela       |
| Porto Rico  | 107–101 (2TS) | Brasile         |
| Stati Uniti | 67–84         | Argentina       |
| Panama      | 88–78         | Rep. Dominicana |

1º settembre 2005
| Argentina       | 78–60 | Venezuela   |
| Uruguay         | 77–91 | Stati Uniti |
| Porto Rico      | 55–74 | Panama      |
| Rep. Dominicana | 72–80 | Brasile     |

2 settembre 2005
| Panama      | 78–71 | Uruguay         |
| Brasile     | 60–71 | Argentina       |
| Stati Uniti | 83–88 | Porto Rico      |
| Venezuela   | 63–87 | Rep. Dominicana |

## Semifinali e Finali
|  | Semifinali  | Semifinali  | Semifinali |           |         | Finale             | Finale             | Finale             |  |
|  |             |             |            |           |         |                    |                    |                    |  |
|  | Stati Uniti | Stati Uniti | 75         |           |         |                    |                    |                    |  |
|  | Stati Uniti | Stati Uniti | 75         |           |         |                    |                    |                    |  |
|  | Brasile     | Brasile     | 93         |           |         |                    |                    |                    |  |
|  | Brasile     | Brasile     | 93         |           | Brasile | Brasile            | 100                |                    |  |
|  |             |             |            |           | Brasile | Brasile            | 100                |                    |  |
|  |             |             | Argentina  | Argentina | 88      |                    |                    |                    |  |
|  | Argentina   | Argentina   | Argentina  | Argentina | 88      | 104'               |                    |                    |  |
|  | Argentina   | Argentina   |            |           |         | 104'               |                    |                    |  |
|  | Venezuela   | Venezuela   | 93         |           |         | Finale Terzo Posto | Finale Terzo Posto | Finale Terzo Posto |  |
|  | Venezuela   | Venezuela   | 93         |           |         |                    |                    |                    |  |
|  |             |             |            |           |         |                    |                    |                    |  |
|  |             |             |            |           |         | Stati Uniti        | Stati Uniti        | 83                 |  |
|  |             |             |            |           |         | Stati Uniti        | Stati Uniti        | 83                 |  |
|  |             |             |            |           |         | Venezuela          | Venezuela          | 93                 |  |

## Classifica finale
| Campione d'America | Campione d'America | Campione d'America |
| --- | ------------------ | --- |
| Brasile4 Marcelinho, 5 Nezinho, 6 Murilo, 7 Marcelinho Huertas, 8 Leandrinho, 9 Jefferson, 10 Alex, 11 Anderson, 12 Guilherme, 13 André Bambu, 14 Hettsheimeir, 15 Tiago, All. Lula Ferreira |                    | |
| Argento | Argentina          | Argentina4 Porta, 5 Mázzaro, 6 González, 7 Lo Grippo, 8 Farabello, 9 Fernández, 10 L. Gutiérrez, 12 J.P. Gutiérrez, 13 Quinteros, 14 Jasen, 15 Kammerichs, All. Sergio Hernández         |
| Bronzo | Venezuela          | Venezuela4 Díaz, 5 Julio, 6 Mijares, 7 Lugo, 8 Aguilera, 9 Torres, 10 Jones, 11 Marriaga, 12 Romero, 13 Guevara, 14 Bayona, 15 Morris, All. Néstor Salazar                               |
| 4. | Stati Uniti        | Stati Uniti4 Edney, 5 Perry, 6 Greer, 7 Bell, 8 Scales, 9 Hamilton, 10 Slay, 11 Chubb, 12 Felix, 13 McGhee, 14 Beasley, 15 Lang, All. Morris McHone                                      |
| 5. | Panama             | Panama4 Muñoz, 5 Peralta, 6 Pinnock, 7 M. Gómez, 8 Isaac, 9 Warren, 10 De Gracia, 11 Hicks, 12 D. Gómez, 13 García, 14 Lloreda, 15 Cárdenas, All. Nolan Richardson                       |
| 6. | Rep. Dominicana    | Rep. Dominicana4 Ramírez, 5 M. Martínez, 6 Flores, 7 Turner, 8 Asselin, 9 Filión, 10 Arias, 11 García, 12 Vagas, 13 López, 14 Peterson, 15 J. Martínez, All. Keith Smart                 |
| 7. | Porto Rico         | Porto Rico4 Ramos, 5 Cortés, 6 Hatton, 7 Rivera, 8 Apodaca, 9 Dalmau, 10 Ayuso, 11 Látimer, 12 Colón, 13 Fajardo, 14 Figueroa, 15 Narváez, All. Julio Toro                               |
| 8. | Uruguay            | Uruguay4 Castrillón, 5 Izaguirre, 6 Aguiar, 7 Morales, 8 Mazzarino, 9 Charquero, 10 García Morales, 11 Osimani, 12 Páez, 13 Silveira, 14 Borsellino, 15 Batista, All. Alberto Espasandín |
| 9. | Canada             | Canada4 J. Anderson, 5 Brown, 6 Gillingham, 7 Nohr, 8 English, 9 Kendall, 10 Doornekamp, 11 Massiah, 12 R. Anderson, 13 Mendez, 14 Bucknor, 15 Jobity, All. Leo Rautins                  |
| 10. | Messico            | Messico4 Beck, 5 Ávila, 6 Pedroza, 7 Llamas, 8 González, 9 Hare, 10 Benítez, 11 Quintero, 12 Izaguirre, 13 Zúñiga, 14 Crouse, 15 Parada, All. Jorge Ramírez                              |

## Riconoscimenti giocatori

### MVP del torneo
- Marcelinho -  Brasile